# Campionat de Catalunya per equips d'escacs ràpids
El Campionat de Catalunya per equips d'escacs ràpids és un torneig d'escacs per equips a ritme d'escacs ràpids de 3 minuts i 2 segons addicionals per jugada. L'esdeveniment és organitzat per la Federació Catalana d'Escacs i que actualment es juga dins dels actes de la Festa Catalana dels Escacs.

## Quadre d'honor
| Any          | Lloc                   | Campió             | Subcampió          |
| ------------ | ---------------------- | ------------------ | ------------------ |
| 1991         | Diversos Locals        | Terrassa           | Vulcà              |
| 1992         | Diversos Locals        | Sitges             | Terrassa           |
| 1993         | Diversos Locals        | Foment Martinenc   | Barcino            |
| 1994         | Diversos Locals        | Barcino            | Foment Martinenc   |
| 1995         | Diversos Locals        | Barcino            | Terrassa           |
| 1996         | Diversos Locals        | Barcino            | Terrassa           |
| 1997         | Diversos Locals        | Barcino            | Sitges             |
| 1998         | Diversos Locals        | Terrassa           | Foment Martinenc   |
| 1999         | Diversos Locals        | Terrassa           | Foment Martinenc   |
| 2000         | Sant Esteve Sesrovires | Foment Martinenc   | Barcelona-Vulcà    |
| 2001         | Barcelona              | Terrassa-Cirsa     | Foment Martinenc   |
| 2002         | Santpedor              | Terrassa           | Tordera            |
| 2003         | Montcada               | Foment Martinenc   | UGA                |
| 2004         | Igualada               | Foment Martinenc   | Terrassa           |
| 2005         | Sitges                 | Foment Martinenc   | Terrassa           |
| 2006         | Mollet                 | Montcada           | Foment Martinenc   |
| 2007         | Estartit               | Montcada           | Barceloneta        |
| 2008[3]      | Terrassa               | Terrassa           | Barberà del Vallès |
| 2009[4]      | Sabadell               | SCC Sabadell       | Montcada           |
| 2010[5]      | Cambrils               | Barberà del Vallès | SCC Sabadell       |
| 2011[6]      | Cornellà               | SCC Sabadell       | UGA                |
| 2012[7]      | Ponts                  | Barberà            | SCC Sabadell       |
| 2013[8]      | Sant Adrià de Besòs    | Montcada           | SCC Sabadell       |
| 2014[9]      | Calaf                  | Barcelona-UGA      | Barberà            |
| 2015[10][11] | Santa Pau              | SCC Sabadell       | Mollet             |
| 2016[12][13] | Mollet del Vallès      | SCC Sabadell       | Mollet             |
| 2017[14][15] | Salou                  | SCC Sabadell       | Mollet             |